# 1984年12月逝世人物列表
1984年逝世人物列表：1月 - 2月 - 3月 - 4月 - 5月 - 6月 - 7月 - 8月 - 9月 - 10月 - 11月 - 12月
1984年12月逝世人物列表，是用於匯總1984年12月期間逝世人物的列表。

## 依日期排序

### 1日
- 韋蘭·貝克爾，美式足球運動員
- 羅洛夫·弗蘭科特，荷蘭畫家
- 伊洛娜·弗雷爾，德國舞台和服裝設計師
- 約瑟夫·羅津斯基，德國足球運動員
- 康妮·魯德霍夫，德國拳擊手
- 阿方斯·謝珀斯，比利時自行車手
- 邁克爾-霍斯特·施密特，柏林牆的德國受害者
- 沃爾特·文嫩伯格（Walter Vinnenberg），德國教育家和羅馬天主教神職人員
- 斯蒂芬·楊（Stephen M.Young），美國政治家（民主黨）

### 2日
- 愛德華·詹姆斯，英國千萬富翁、藝術收藏家、詩人、慈善家和風景畫家
- 哈裡·蘇克曼，美國作曲家

### 3日
- 帕维尔·库塔霍夫，蘇聯軍官
- 約翰·塞巴斯蒂安·拉羅卡，義大利裔美國流氓
- 弗拉基米爾·阿布拉莫維奇·羅克林，俄羅斯數學家
- 阿斯塔·威爾曼，愛沙尼亞女演員和作家

### 4日
- 查理斯·奧盧夫·赫洛夫森，挪威軍官
- 約翰·查理斯·洛克，美國婦科醫生
- Ștefan Voitec，羅馬尼亞政治家（PCR）
- 路德維希·沃爾克，德國耶穌會士和歷史學家

### 5日
- 塞西爾·哈登，美國政治家[1]
- 喬·洛克，美國演員、導演、製片人和編劇
- 维克托·什克洛夫斯基，俄羅斯和蘇聯評論家、作家和摺頁冊作者

### 6日
- 高惜冰，中華民國紡織學家、教育家、政治人物。
- 查理斯·加蘭，美國軍官、商人和政治家
- 萊因霍爾德·亨奇克，德國政治家（SED）
- 庫爾特·卡岑斯坦，德國航空先驅、飛行員和企業家
- 曼尼·庫爾茨，美國詞曲作者
- 歐文·特拉加奇，捷克斯洛伐克記者和作家

### 7日
- 珍妮·卡格尼，美國女演員
- 傑克·默瑟，美國配音藝術家
- 喬恩·希金斯，美國音樂學家和歌手
- 威廉·施米德，德國畫家和平面藝術家
- 路德維希·塞姆拉德，奧地利列國義人

### 8日
- 路德·阿德勒，美國演員
- 尼古拉·瑪律科維奇·伊曼紐爾，俄羅斯化學家
- 羅伯特·傑伊·馬修斯，美國右翼極端分子和恐怖組織「騎士團」的領導人
- 漢斯·梅斯，德國政治家（基民盟），聯邦議院議員
- 吉恩·拉米，美國爵士貝斯手
- 塞米·桑卡爾，土耳其將軍
- 布魯諾·西克斯，德國政治家（基民盟），聯邦議院議員
- 弗拉基米尔·切洛梅，蘇聯制導導彈和導彈設計師

### 9日
- 堀柳女，日本娃娃製造商
- 亨利克·索科拉克，波蘭抵抗戰士和 MfÖS 上校

### 10日
- 盧克·約翰索斯，美式橄欖球運動員和教練
- 喬治亞·林德，德國女演員
- 阿達爾伯特·施泰納，羅馬尼亞足球運動員
- 查利·提加頓，美國爵士小號手

### 11日
- 内特·鲍曼，美國NBA聯盟職業籃球運動員。
- 安東·貝茨，德國出版商和公關人員
- 克拉夫特·阿諾德·埃裡克，德美太空先驅
- Pentti Hämäläinen，芬蘭拳擊手
- 漢斯·科圖林斯基，奧地利農民和政治家（ÖVP），國民議會成員
- 赫爾曼·拉克納，奧地利木匠和政治家（SPÖ），州議會議員，國民議會成員
- 山姆·洛普雷斯蒂，美國冰球運動員
- 喬治·庫爾特·肖爾，德國出版商和書籍歷史學家
- 奧斯卡·塞德林，德裔美國德國人、兒童讀物和犯罪作家
- 羅爾夫·蒂特根斯，德裔美國攝影師
- 喬治·瓦格納，美國電影導演、製片人、編劇和演員

### 12日
- 芭芭拉·巴倫，德國政府主任
- 弗朗茨·達貝克，德國神職人員
- 奥托·施密特，德國政治家（CDU），聯邦議院議員，聯邦議院議員
- 赫爾穆特·施雷爾，德國發明家，第一台工作計算機的發明合作者
- 蔡斯·伍德豪斯，美國政治家

### 13日
- 罗莎·克尔纳，德國短跑運動員
- 瑪格麗特·利文斯頓，美國女演員
- 吳廷俶，越南神職人員，名義上的Bulla Regia大主教和順化大主教
- 比爾·彭伯頓，美國爵士音樂家
- 馬克斯·舍恩赫爾，奧地利作曲家、指揮家和音樂作家
- 尼古拉·晓洛科夫，蘇聯政治家和將軍
- 亞美利哥·托特，匈牙利雕塑家和演員
- 安東尼奧·托瓦爾，西班牙語言學家、語言學家和歷史學家

### 14日
- 维森特·阿莱克桑德雷，西班牙作家，諾貝爾獎獲得者
- 鲍劳尼奥伊·拉斯洛，匈牙利男子競技體操運動員。
- 張瑛，前香港電影導演、電影及電視演員
- 理查·庫里爾，美國電影剪輯師
- 阿爾貝托·費爾南德斯·布蘭科，西班牙自行車手
- 沃爾特·里希特-賴尼克，德國演員和配音演員
- 尤里·康斯坦丁諾維奇·索科洛夫，蘇聯零售官員
- 席德·托林，美國爵士DJ

### 15日
- 库尔特·阿克塞尔松，瑞典男子足球運動員
- 埃迪·比爾，美國爵士音樂家
- 希爾德·布魯赫，美國醫生和精神分析學家
- 安東·菲力浦·布魯克，德國神父、教授、主教和作家
- 保羅·弗蘭肯，德國歷史學家，波恩聯邦公民教育局第一任局長
- 利諾·古鐵雷斯，委內瑞拉作曲家、音樂家和音樂教育家
- 揚·皮爾斯，美國歌劇演唱家（男高音）
- 馬克斯·溫德爾，德國畫家、平面藝術家和玻璃藝術家

### 16日
- Karl Deichgräber，德國古典語言學家

### 17日
- 霍斯特·恩格爾，德國政治家（SPD），聯邦議院議員
- 索尼婭·費洛夫·曼科巴，丹麥畫家和雕塑家
- 格爾德·海因里希，德國昆蟲學家、動物學家和探險家
- 維爾納·克雷尼茨，德語朗誦家
- 伊薩·波拉，義大利女演員
- László Szabó，匈牙利-法國雕塑家

### 18日
- 費克·阿斯瑪，荷蘭管風琴家、指揮家和作曲家
- 朱利葉斯·格拉布納，奧地利政治家（ÖVP），布爾根蘭州議會議員
- 普克·雲希爾，荷蘭足球運動員
- 魯道夫·普拉特，德國演員
- 格布哈德·西洛斯，德國外交官和政治家（BP），聯邦議院議員
- 馬克斯·斯滕德巴赫，奧地利-德國軍官和政治家（VdU，FPÖ），國民議會成員

### 19日
- 塞西爾·阿加德，挪威爵士歌手、鼓手、手風琴家和樂隊領隊
- 愛德華·卡雷爾，美國製作設計師
- 弗蘭克·大衛斯，美國編劇和電影製片人
- 奧古斯托·德·卡瓦略，葡萄牙自行車手
- 彼得·杜爾，德國作家
- 湯瑪斯·芬利，美國將軍
- 蜜雪兒·馬格納，法國作曲家、音樂家、音樂製作人和畫家
- 弗里茨·馬雷切克，德奧作曲家和指揮家
- 塞西爾·紐曼，北愛爾蘭攝影師、城市和景觀規劃師
- 瑪麗亞·皮爾維茨，德國雕塑家和畫家

### 20日
- 馬克斯·杜林，德國數學家
- 沃爾特·弗里德蘭德，德國社會教育家
- 西奧多·弗林特，德國政治家（NSDAP），聯邦議院議員，德國議會部門負責人
- 約瑟夫·漢帕爾，捷克斯洛伐克足球運動員和教練
- 海因茨·呂格，德國電氣工程師
- 斯坦利·米尔格拉姆，美國心理學家
- 魯道夫·沙蒂，德國演員、戲劇導演、德國蒂米什瓦拉國家劇院創始成員
- 維爾納·斯科普，德國病理學家
- 德米特里·乌斯季诺夫，蘇聯國防部長和蘇聯元帥

### 21日
- 弗朗西斯·巴爾，法國羅曼語語言學家
- 肯尼·克萊爾，英國爵士鼓手
- J·李斯特·希爾，美國政治家
- 赫塔·邁耶-里肯伯格，德國工會官員
- 何塞·路易士·羅德裡格斯·貝萊斯，巴拿馬作曲家、音樂總監、薩克斯管演奏家、單簧管演奏家和吉他手
- 卡爾·羅默，德國律師和軍團學生
- 希爾瑪·伍爾夫，丹麥作家

### 22日
- 沃爾德瑪律·加斯特帕裡，波蘭福音派路德宗神學家
- 保羅·雷德，德裔美國民族學家
- 卡洛斯·梅裡達，瓜地馬拉-墨西哥藝術家
- 約瑟夫·皮克，德國雕塑家
- 維奧拉·格特魯德·威爾斯，美國藍調歌手

### 23日
- 英格瑪律·杜林，瑞典古典語言學家
- 海因里希·海爾斯特恩，瑞士牧師，發展工作者，CFK名譽主席
- 萊因霍爾德·胡貝爾，奧地利農民、政治家（FPÖ）和克恩頓州議會議員
- 瓊·琳賽，澳大利亞作家
- 卡爾·羅施，德國政治家（SPD），聯邦議院議員
- 約翰·伯恩哈德·邁克爾·施耐德，德國國際象棋作曲家
- 喬治-瑪麗亞·施瓦布，德國化學家和大學講師

### 24日
- 朱普·阿倫茨，德國自行車手
- 沃爾特·哈托·格羅斯，德國考古學家
- 伊恩·亨德利，英國演員
- 彼得·勞福德，英國演員
- 哈裡·韋克斯曼，英國電影攝影師

### 25日
- 傑克·巴爾默，英國足球運動員
- 何塞·科爾蒂，法國作家和出版商
- 埃裡希·哈格納，德國政治家（SPD），聯邦議院議員
- 雨果·威廉·克尼平，德國內科醫生
- 約翰·麥克諾特，加拿大政治家和律師
- 漢斯·埃裡希·蘇伯利希，德國作家
- 海因里希·西克邁爾，德國政治家（NSDAP），聯邦議院議員和黨衛黨領袖
- 卡爾·辛芬多弗，德國政治家（基民盟），聯邦議院議員

### 26日
- 弗朗茨·阿諾德，瑞士政治家（FDP）
- 傑弗里·巴拉克勞，英國歷史學家
- 馬克斯·伍茲，奧地利作家和詩人
- 特布斯·勞埃德·詹森，英國步行者
- 埃裡克·安德里茨，瑞士醫生和血液專家

### 27日
- 布萊克男爵威廉·布萊克，英國工程師和企業家
- 格爾達·馬特伊卡-費爾登，奧地利畫家、藝術教師和大學講師
- 庫爾特·彼得曼，德國音樂學家、舞蹈學者
- 勒內·森圖克（René Sentuc），法國抵抗戰士（Résistance），市議員，法庭主席

### 28日
- 阿爾弗雷德·考爾斯，美國經濟學家、企業家，為考爾斯委員會的創建者。
- 以撒·康斯坦丁諾維奇·基科因，蘇聯物理學家
- 阿爾弗雷德·科勒，德國畫家
- 歐文·梅爾，奧地利體育科學家
- 迪特裡希·穆勒-施圖勒，德國建築師
- 山姆·佩金帕（Sam Peckinpah），美國電影導演和編劇
- 阿爾維徹奇的斯圖爾特男爵夫人瑪麗·斯圖爾特，英國政治家（工黨）

### 29日
- 羅伊·科納赫，加拿大冰球運動員
- 格雷戈尔·赫拉德茨基，奧地利獨木舟運動員和管風琴製造商
- 瓦爾特·胡巴奇，德國歷史學家
- 里奧·羅賓，美國作曲家和作詞家
- 埃裡希·施密特，德國漫畫家
- 西格弗里德·烏貝雷（Sigfried Uiberreither），奧地利律師和政治家（NSDAP），聯邦議院議員
- 阿爾伯特·魏特瑙爾，瑞士外交官兼國務秘書

### 30日
- 維爾納·貝克爾，德國藝術史學家和博物館館長[2]
- 海德薇·比恩科夫斯基-安德森，德國散文家和作家
- 德特勒夫·布格哈德·馮·維爾芬根，德國少將
- 斯滕·博德瓦爾·利耶葛籣，瑞典聖公會
- 莉迪亞·波瑟（Lydia Poser），德國反法西斯抵抗戰士，德國政治家（KPD，SED），聯邦議院議員
- 威爾·賈奇，德國古典語言學家
- 彼得·里切爾，德國動物學家，法蘭克福歌德大學教授
- 埃裡希·施密德，奧地利畫家和平面藝術家
- 威廉·貝德爾·斯坦福，愛爾蘭古典語言學家和政治家
- 朱哈·布丁，瑞典冰球運動員[3]

### 31日
- 傅子和，中華人民共和國政治人物
- 格奧爾基·康斯坦丁諾維奇·博列斯科夫，俄羅斯化學家
- 海因里希·布斯，瑞士醫學史學家
- 埃裡希·齊沃基，德國足球運動員
- 亞歷山大·赫倫尼科夫，俄羅斯-加拿大土木工程師
- 沃倫·休（Warren Thew），美籍瑞士鋼琴家、作曲家、詩人、插畫家
- 瑪麗·蒂爾費爾特，德國手工織工

### 日期不詳
- 基思·司布真，英格蘭足球經理